# 회색배나무쥐
회색배나무쥐(Pogonomys sylvestris)는 쥐과에 속하는 설치류의 일종이다. 파푸아뉴기니에서만 발견된다.

## 특징
꼬리 길이 135~170mm를 제외한 몸길이가 110~135mm인 작은 설치류로 발길이는 20~24mm, 귀 길이는 11~16mm이다. 몸무게는 최대 66g이다.